# Gârcov
Gârcov is een Roemeense gemeente in het district Olt.
Gârcov telt 2725 inwoners.